# 黄金转弯
52°21′56″N 4°53′26″E / 52.36556°N 4.89056°E

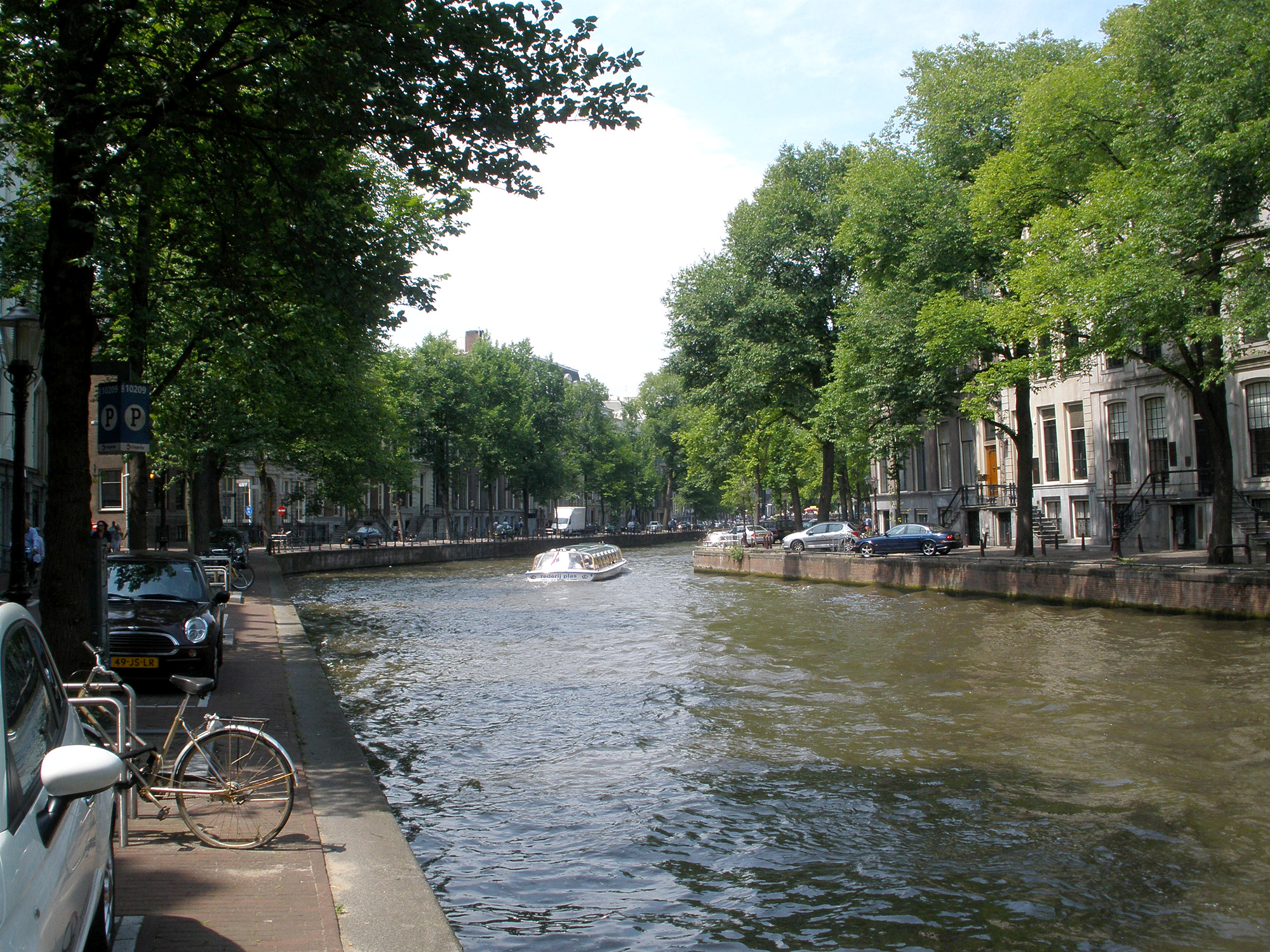
黄金转弯

黄金转弯（Gouden Bocht）是阿姆斯特丹绅士运河最有名的部分，介于莱顿街（Leidsestraat）与Vijzelstraat之间。  
1663年，绅士运河达到今日的莱顿运河（Leidsegracht）。此后，阿姆斯特丹周围的防御工事得到扩建，延伸绅士运河、皇帝运河 和王子运河。挖掘结束于阿姆斯特爾河。沿绅士运河兴建了双倍宽度的宅邸，而且由于三条运河在此距离略为变大，因此这些宅邸的进深也较大。这些大宅邸有着精美的花园、天花板以及古典主义的立面，每年向公众开放一次。在弯曲处，沿着新镜子街（Nieuwe Spiegelstraat），居住着阿姆斯特丹最富有的市民，所以这部分的运河带后来被命名为“黄金转弯”。
Neufville家族的住宅（1731年，绅士运河475号），和绅士运河476号被称为最漂亮的立面。绅士运河466号，在新镜子街街角，是由Philip Vingboons设计，从1858年到1926年是荷兰贸易协会的办公楼。另一角（绅士运河464号）是Bram Moszkowicz律师事务所。黄金转弯现在主要是由银行占据，也有一些例外，是寿险公司办公室，以及一些文化机构，如歌德学院，以及一个小型私人博物馆，Kattenkabinet（绅士运河497号）。